# Lekarz Polski
Lekarz Polski – miesięcznik wydawany przez Ogólnopolski Związek Zawodowy Lekarzy (OZZL) w latach 1995-2003.

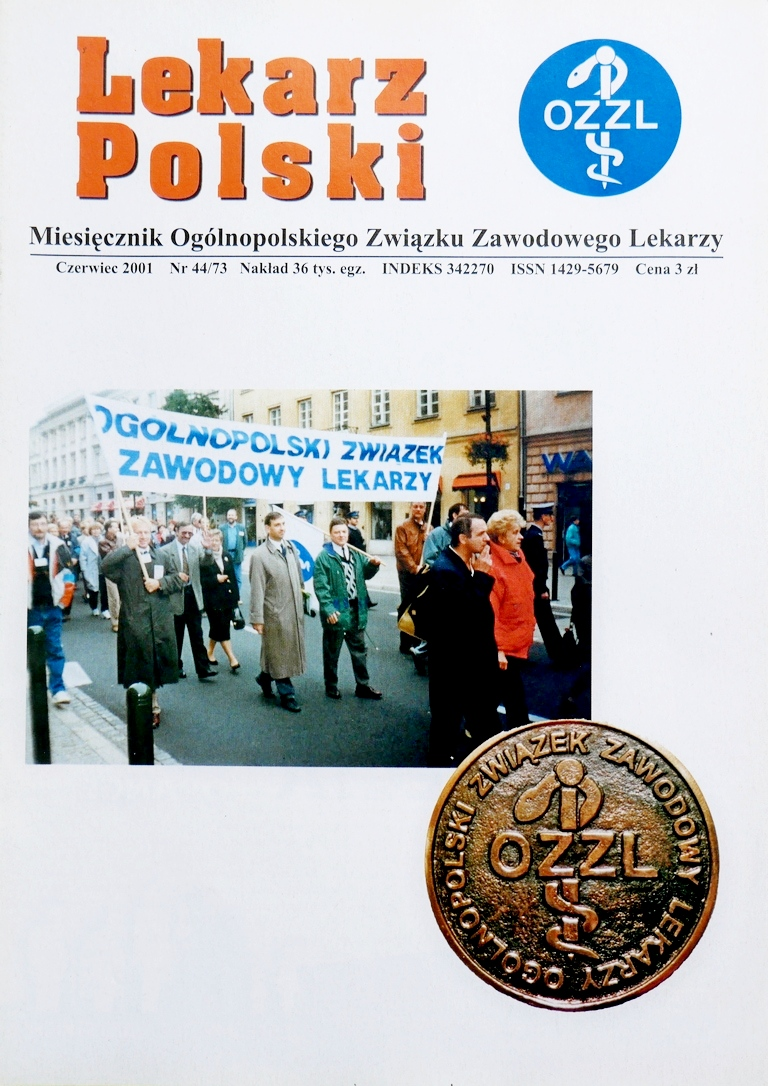
Lekarz Polski w X-lecie OZZL

## Stworzenie pisma i tematyka
Miesięcznik Lekarz Polski (nie mylić z czasopismem "Lekarz Polski" wydawanym w Polsce w latach 1925-1939), został powołany uchwałą Zarządu Krajowego OZZL z 1994. Pierwszy numer ukazał się w lutym 1995 pod nazwą "Biuletyn Informacyjny Ogólnopolskiego Związku Zawodowego Lekarzy", w nakładzie 20 tys. egzemplarzy. Kolejny numer wydano w nakładzie 35 tys., w 1996 nakład wzrósł do 50 tys. W listopadzie 1997 nastąpiła zmiana szaty graficznej i tytułu na "Lekarz Polski", nakład unormował się na poziomie 36 tys. Pismo było kolportowane przez terenowe jednostki organizacyjne OZZL wśród pracowników opieki zdrowotnej i pacjentów w placówkach służby zdrowia w całym kraju.
Podstawową tematykę pisma stanowiły zagadnienia związane z organizacją systemu opieki zdrowotnej w Polsce, w tym z reformą wyższych uczelni medycznych. Publicyści zajmowali się też problemami typowo związkowymi, dotyczącymi warunków pracy lekarzy i ich wynagrodzeń. Relacjonowano przebieg przeprowadzanych przez OZZL akcji, protestów, strajków i zjazdów. Zamieszczano analizy projektów aktów prawnych dotyczących opieki zdrowotnej i porady związane z kodeksem pracy. Zarząd Krajowy przekazywał informacje o swojej działalności. O jednomandatowych okręgach wyborczych pisali: założyciel Ruchu Obywatelskiego na rzecz JOW prof. Jerzy Przystawa i prezes Ruchu Janusz Sanocki.

## Redakcja i współpracownicy
Redaktorem naczelnym pierwszych dziewięciu wydań miesięcznika była Ewa Niedosug, która później została zastępcą, a funkcję po niej przejął na stałe lekarz Włodzimierz Grądzki. Radę programową/redakcyjną tworzyli lekarze – członkowie OZZL: Krzysztof Bukiel, Ryszard Kijak (kierownik działu regionalnego), Mirosław Stelągowski, Jacek Domejko, Jacek Wutzow, Dariusz Hankiewicz. Wszyscy wymienieni byli autorami licznych materiałów w "Lekarzu Polskim".
Do współpracowników należeli (w większości lekarze): Wojciech Beuth, Małgorzata Dorau, Maja Erdman, Arkadiusz Gacparski (rysunki), Mariusz Gierba, Michał Górecki, Justyna Hoffman-Wiśniewska, Jacek Kriese, Jerzy L. Kurkowski, Jacek Marczak, Krzysztof Motyl, Grzegorz Musiał, Robert Nogacki, Jan A. Piszczek, Ewa Plisiecka, Kazimierz Rogacki, Marcin Rykowski, Lucyna Zelwowiec-Ręczmin i inni. Niektóre artykuły z miesięcznika zostały przedrukowane w wydaniach książkowych: W Vipolandzie nie ma reguł, Dzieje i nadzieje OZZL, W szponach systemu.
Ostatni numer "Lekarza Polskiego" ukazał się w kwietniu 2003. Ze względu na rosnące koszty (większość nakładu OZZL dystrybuował jako egzemplarze bezpłatne), Zarząd Krajowy OZZL postanowił zaprzestać kontynuacji publikacji. Zadanie kontaktu z czytelnikami miał od tej pory przejąć Internet, rozwijający się i zapewniający lepsze możliwości docierania z informacjami do odbiorców.